# Nati nel 1227
| Questa pagina contiene informazioni ricavate automaticamente dalle voci biografiche con l'ausilio del template Bio e di un bot. L'aggiornamento è periodico e automatico e ricostruisce completamente la pagina. Se manca una persona in questa lista, sei pregato di non aggiungerla, ma accertati piuttosto che la sua voce biografica contenga il template Bio e che i dati anagrafici siano correttamente compilati. Se il template Bio manca, inseriscilo tu stesso o, in alternativa, metti l'avviso {{tmp\|Bio}} che ne segnala la mancanza. Se i dati riportati sono sbagliati, correggi direttamente la voce biografica; le modifiche saranno visibili in questa lista entro pochi giorni. Per chiarimenti vedi il progetto biografie. La lista contiene solo le 10 persone che sono citate nell'enciclopedia e per le quali è stato implementato correttamente il template Bio. Pagina aggiornata al 10 ago 2025. |

- 29 giugno - Hōjō Tokiyori, militare giapponese († 1263)
- 29 settembre - Gertrude di Altenberg, badessa tedesca († 1297)
- 30 settembre - Papa Niccolò IV, papa, vescovo cattolico e cardinale italiano († 1292)
- Guglielmo II d'Olanda, sovrano († 1256)
- Guido Novello Guidi, condottiero e politico italiano († 1293)
- Huehue Huitzilihuitl († 1299)
- Pietro Pascasio, vescovo cattolico e santo spagnolo († 1300)
- Pietro da Treia, beato italiano († 1304)
- Vladislao di Boemia († 1247)
- Elisabetta di Wittelsbach, regina († 1273)